# 波圭 (堪薩斯州)
波圭（英語：Bogue）是一個位於美國堪薩斯州葛蘭姆縣的城市。

## 地方資料
根據2020年美國人口普查的數據，波圭的面積為0.67平方千米，當中陸地面積為0.67平方千米，而水域面積為0.00平方千米。當地共有人口155人，而人口密度為每平方千米231.34人。